# Cosmopterix pulchrimella

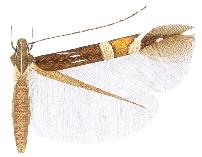
Cosmopterix pulchrimella

Cosmopterix pulchrimella ist ein Schmetterling (Nachtfalter) aus der Familie der Prachtfalter (Cosmopterigidae).

## Merkmale
Die Falter erreichen eine Flügelspannweite von 6 bis 8 Millimeter. Die Stirn (Frons) ist grau und in Richtung Stirnplatte (Clypeus) weiß. Der Scheitel (Vertex) und die Nackenbüschel sind dunkelbraun. An den Seiten und in der Mitte des Kopfes befinden sich weiße Linien. Der Halskragen ist dunkelbraun. Das erste Segment der Labialpalpen ist sehr kurz und weiß. Das zweite Segment ist 4/5 so lang wie das dritte Segment, es ist innen weiß, außen dunkelbraun und mit einer weißen Längslinie versehen. Das dritte Segment ist weiß und hat außen eine braune Linie.
Das Basalglied der Fühler ist dorsal dunkelbraun und hat vorn eine weiße Linie, ventral ist es weiß. Die Fühler sind dunkelbraun und haben eine weiße, unterbrochene Linie, die von der Basis bis über die erste Hälfte reicht. An den häufig nicht unterbrochenen, weißen Basalbereich schließen sich in Richtung Fühlerspitze verschieden große Abschnitte aus weißen und dunkelbraunen Segmenten an (fünf dunkelbraune, ein weißes, ein dunkelbraunes, ein weißes, drei dunkelbraune, ein weißes, etwa 12 dunkelbraune, drei weiße und an der Spitze fünf dunkelbraune). Der Thorax ist braun und hat eine weiße Mittellinie. Die Tegulae sind dunkelbraun.
Die Beine sind dunkelbraun. Die Vorderbeine haben eine weiße Linie auf den Tibien und dem ersten Tarsenglied. Die Tibien der mittleren Beine haben schräge, weiße Basal- und Mediallinien und an der Spitze einen weißen Ring. Die ersten beiden Tarsenglieder haben an der Spitze weiße Ringe, das fünfte Tarsenglied ist komplett weiß gefärbt. Die Tibien der Hinterbeine sind ebenso gefärbt wie die der mittleren Beine. Die Tarsenglieder vier und fünf sind komplett weiß, die Sporne sind dorsal weiß und ventral braun.
Die Vorderflügel sind dunkelbraun und in der Basalregion mit drei kurzen silbrigen Strichen gezeichnet, die manchmal einen fahlen Goldglanz haben können. Der Subcostalstrich liegt am nächsten zur Vorderflügelbasis und krümmt sich distal von der Costalader weg. Der mittlere Strich ist kleiner und befindet sich unterhalb und am Ende des Subcostalstrichs. Der Subdorsalstrich ist ebenso lang wie der Subcostalstrich, er ist aber weiter von der Vorderflügelbasis entfernt. In der Flügelmitte befindet sich eine leuchtend orange Querbinde, die sich zum Flügelinnenrand verjüngt. Bei einigen Exemplaren aus den USA ist sie teilweise oder vollständig verdunkelt. An den Innenrand grenzt eine breite, höckrige, fahl golden gefärbte Binde, die manchmal blass rosa glänzt. Die orange Querbinde steht senkrecht zum Flügelinnenrand und ist außen schwarz umrandet. Außen grenzt sie an eine schräg nach innen verlaufende, fahl golden gefärbten Binde, die innen schwarz umrandet ist. Ein weißer Strich befindet sich in der äußeren Binde an der Costalader. Die Apikallinie besteht aus einem silbrigen, blau schimmernden Fleck, der sich in der Mitte des Apikalbereiches befindet. Ein breiter, weißer Fleck befindet sich auf den Fransenschuppen am Apex, sonst sind die Fransenschuppen braun. Die Hinterflügel sind braun und haben braune Fransenschuppen.
Die Vorderflügelunterseite ist graubraun, der weiße Costalstrich und der weiße Apikalfleck sind deutlich sichtbar. Die Hinterflügelunterseite ist graubraun.
Das Abdomen ist dorsal dunkelbraun, ventral sind die Segmente hinten weiß gebändert. Das Afterbüschel ist braun.
Bei den Männchen ist das rechte Brachium spatelförmig und ungefähr viermal länger als das linke. Distal verjüngt es sich leicht und hat einen stumpfen Apex. Die Valven sind rundlich, die oberen und unteren Ränder sind konkav, der Caudalrand ist konvex. Die Valvellae sind leicht gekrümmt, in der Nähe ihrer Basis am schmalsten und in der Mitte am breitesten. Sie laufen distal spitz zu. Der Aedeagus ist schlank. Der vordere Teil ist gerade und leicht nach unten gekrümmt, der hintere Teil ist kurz und gerade.
Bei den Weibchen ist der hintere Rand das 7. Sternits leicht konkav. Das 8. Segment ist ungefähr zweieinhalbmal so breit wie lang. Das Ostium ist rundlich und becherförmig sklerotisiert. Darunter befindet sich ein schwach sklerotisierter Kamm. Das Sterigma ist oval. Der Ductus bursae ist etwas länger als das Corpus bursae und weitet sich allmählich in Richtung Corpus bursae. Das Corpus bursae ist länglich und mit zwei kleinen, sichelförmigen Signa versehen.

### Ähnliche Arten
Cosmopterix pulchrimella unterscheidet sich von Cosmopterix scribaiella, Cosmopterix attenuatella und Cosmopterix crassiceruicaella durch die nicht unterbrochene äußere, fahl goldene Binde und die drei kurzen silbrigen Striche in der Basalregion der Vorderflügel.

## Verbreitung
Cosmopterix pulchrimella ist von Portugal im Westen über den Mittelmeerraum bis in den Westen Transkaukasiens im Osten verbreitet. Im Norden reicht das Verbreitungsgebiet bis in die Schweiz und nach Ungarn. Die Art kommt auch auf den Azoren und den Kanarischen Inseln vor, in England wurde sie 2002 gefunden (Guernsey). In den USA ist die Art weit verbreitet.

## Biologie
Die Raupen entwickeln sich an Aufrechtem Glaskraut (Parietaria officinalis), Pennsylvanischem Glaskraut (Parietaria pennsylvanica) und Pilea pumila, wo sie in den Blättern minieren. Die Mine beginnt zunächst als unregelmäßiger Fraßgang in der Nähe der Blattmittelrippe; daraus entsteht nach kurzer Zeit eine unregelmäßige Platzmine. Im Inneren fertigen die Raupen ein Gespinst an, so dass das Blatt häufig zusammengezogen wird. Ein mit Spinnseide ausgekleideter Fraßgang dient den Raupen als Versteck, wenn sie nicht fressen. Ein Teil des Raupenkots verbleibt in der Mine, der größte Teil wird aber durch ein Loch am Minenbeginn ausgeworfen. An der Blattunterseite verraten die schwarzen Kotballen die Anwesenheit der Raupe. Die Raupen wechseln die Minen sehr häufig. Die Verpuppung findet innerhalb der Mine statt. Die Art bildet mehrere überlappende Generationen im Jahr. Die Falter fliegen von Ende April bis zum Herbstanfang.

## Systematik
Es sind folgende Synonyme bekannt:
- Cosmopteryx pulcherimella Chambers, 1878
- Cosmopteryx parietaria M. Hering, 1931
- Cosmopteryx pulchrimella Chambers, 1875

## Belege
1. ↑  J. C. Koster (2010): The genera Cosmopterix Hübner and Pebobs Hodges in the New World with special attention to the Neotropical fauna (Lepidoptera: Cosmopterigidae). Zool. Med. Leiden 84 (10), S. 251–575, ISSN 0024-0672.
2. 1 2 3 4  J. C. Koster, S. Yu. Sinev: Momphidae, Batrachedridae, Stathmopodidae, Agonoxenidae, Cosmopterigidae, Chrysopeleiidae. In: P. Huemer, O. Karsholt, L. Lyneborg (Hrsg.): Microlepidoptera of Europe. 1. Auflage. Band 5. Apollo Books, Stenstrup 2003, ISBN 87-88757-66-8, S. 115 (englisch).
3. ↑  Cosmopterix pulchrimella bei Fauna Europaea. Abgerufen am 8. Januar 2012